# Valis (серия игр)
Valis, известная в Японии как Mugen Senshi Valis (яп. 夢幻戦士ヴァリス Mugen Senshi Varisu, lit."Valis: The Fantasm Soldier") — серия видеоигр в жанре платформера, разработанная компанией Telnet Japan. Первая игра серии, Valis, была выпущена в 1986 году для домашних компьютеров стандарта MSX и впоследствии была портирована на некоторые другие компьютеры и игровые консоли. Разница между играми для разных платформ очень велика, фактически, это разные игры с общими героями.
Действие игр серии происходит в Японии в конце 1980-х годов. Главной героиней игры является японская школьница Юко Асо (яп. 麻生 優子 Asou Yūko), защищающая три разных мира от зла, используя волшебный меч Valis.

## Игры серии

### Valis
Игра была выпущена в 1986 году для компьютеров MSX и PC-8801. В 1988 году была выпущена версия для игровой консоли NES. В 1991 году также был выпущен римейк игры для Sega Mega Drive и PC Engine CD. В 2005 году другой ремейк был выпущен для мобильных телефонов.

### Valis II
Игра вышла в 1989 году на ряде домашних компьютеров и игровых консолей. Она также выходила под названиями SD Valis и Syd of Valis.

### Valis III
Игра была выпущена в 1991 году для Sega Mega Drive и в 1992 для PC Engine CD.

### Valis IV
Игра вышла в 1992 году для PC Engine CD и Super Nintendo (под названием Super Valis IV). Она стала последней игрой серии, выпущенной в США.

### Valis X
После выпуска четырёх игр, Telnet Japan продала права на серию компании Eants, которая выпустила пять игр, повторяющих сюжеты оригинальных игр серии с добавлением элементов хентая.